# Чердинцев Василь Макарович
Василь Макарович Чердинцев (14 січня 1927, село Архиповка, тепер Сакмарського району Оренбурзької області, Росія — 30 грудня 2018, село Сакмара Сакмарського району Оренбурзької області, Росія) — радянський державний діяч, новатор виробництва, комбайнер колгоспу «Рассвет» Сакмарського району Оренбурзької області. Член Центральної Ревізійної Комісії КПРС у 1976—1981 роках. Кандидат у члени ЦК КПРС у 1981—1983 роках. Член ЦК КПРС у 1983—1990 роках. Депутат Верховної Ради СРСР 7—8-го скликань. Двічі Герой Соціалістичної Праці (23.06.1966, 6.06.1984).

## Життєпис
Народився в селянській родині.
У 1943—1958 роках — комбайнер Сакмарської машинно-тракторної станції Чкаловської (Оренбурзької) області.
У 1949—1950 роках — учень школи механізаторських кадрів в селі Покровка Новосергіївського району Чкаловської області.
Член КПРС з 1956 року.
З березня 1958 року — комбайнер колгоспу «Рассвет» Сакмарського району Оренбурзької області. Протягом 17 років виїжджав на збирання врожаю в цілинні райони.
У 1965 році закінчив вісім класів Сакмарської заочної середньої школи Оренбурзької області.
Указом Президії Верховної Ради СРСР від 23 червня 1966 року за успіхи, досягнуті в збільшенні виробництва і заготівель пшениці, жита, гречки, рису, інших зернових і кормових культур і високопродуктивному використанні техніки, Чердинцеву Василю Макаровичу присвоєно звання Героя Соціалістичної Праці з врученням ордена Леніна і золотої медалі «Серп і Молот».
Середньорічний намолот в ланці Чердинцева складав 2400 тонн зерна на комбайн; за 3 роки одинадцятої п'ятирічки (1981—1985) ланка зібрала 18 122 тонни хліба. Сам ланковий, з урахуванням роботи на цілині, намолотив 6429 тонн зерна. За період своєї трудової діяльності Чердинцев зібрав і намолотив близько 500 тисяч центнерів зерна.
Указом Президії Верховної Ради СРСР від 6 червня 1984 року за досягнення визначних успіхів у ефективному використанні сільськогосподарської техніки, підвищення продуктивності праці, великий особистий внесок у виконання планів і соціалістичних зобов'язань по збільшенню виробництва зерна в одинадцятій п'ятирічці і проявлений трудовий героїзм Чердинцев Василь Макарович нагороджений орденом Леніна і другою золотою медаллю «Серп і Молот». Став двічі Героєм Соціалістичної Праці.
Потім — на пенсії в селі Сакмара Оренбурзької області. Був одним з організаторів руху наставництва в Оренбурзькій області. Член Союзної Ради колгоспів. Член громадської палати Оренбурзької області, член Ради старійшин при губернаторі Оренбурзької області (з 2013 року).
Помер 30 грудня 2018 року в селі Сакмара Оренбурзької області.

## Нагороди і звання
- двічі Герой Соціалістичної Праці (23.06.1966, 6.06.1984)
- три ордени Леніна (23.06.1966; 23.12.1976; 6.06.1984)
- орден Жовтневої Революції (8.04.1971)
- два ордени Трудового Червоного Прапора (15.12.1972)
- медаль «За доблесну працю. В ознаменування 100-річчя з дня народження Володимира Ілліча Леніна» (1970)
- дев'ять медалей ВДНГ
- медалі
- Державна премія СРСР (1975)
- Почесна Грамота Президії Верховної Ради Російської РФСР (13.01.1987)
- Заслужений механізатор сільського господарства Російської РФСР (31.12.1968)